# Studio des artistes
Studio des artistes est une série télévisée française en 35 épisodes de 26 minutes, créée par Ariane Carletti et Fitzgerald Artman (alias Jean-Luc Azoulay) et diffusée du 6 janvier 1997 au 21 février 1997 sur France 2. La série a été rediffusée sur France 4 en 2008  et régulièrement rediffusée sur AB1. Elle est également disponible en intégralité sur la chaîne YouTube Génération Sitcoms depuis le 25 mars 2022.

## Synopsis
Suite de L'École des passions, cette série met en scène la vie de Rémy Ferrand, professeur dans un cours d'art dramatique, ainsi que d'un groupe d'élèves de l'école où il enseigne. L'intrigue centrale de la série est une histoire d'amour impossible entre Rémy et Julie, une jeune provinciale fraîche et naïve montée à Paris pour prendre des cours de théâtre.

## Distribution
- Sébastien Courivaud : Rémy Ferrand
- Virginie Caren : Julie
- Cédric Léger : Guillaume
- Samuel Jouy : Sam (comme Samuel Hamelet)
- Frédéric Vaysse : Jérémy
- Éric Dietrich : Éric
- Benoît Solès : Christian
- Carole Dechantre : Marie
- Rody Benghezala : Momo
- Funtek Frigyes : Vladimir Slatsky
- Claude Brécourt : Robert Letellier
- Étienne Draber : Marcel Charvet
- Régine Blaess : Madame Arlette
- Ingrid Chauvin : Agnès Ferrand
- Nathalie Massa : Agathe
- Cissy Duc : Sissi
- Ariane Pappas : Madeleine
- Xavier Fiems : Xavier

## Épisodes
1. La rentrée
2. Premier cours
3. Découvertes
4. Les galères de Marie
5. Un banal accident
6. La disparition
7. L'aveu
8. Les absents ont toujours tort
9. Le petit échiquier des contradictions
10. Un aller et deux retours
11. Xavier
12. Le duel
13. Il ne faut jurer de rien
14. Une toute petite place
15. La peur et les coups
16. Les illusions perdues
17. Vous n'auriez pas une petite pièce
18. Jouer et déjouer
19. Le renoncement
20. Mademoiselle Julie
21. Invité surprise
22. Une semaine de vacances
23. Trop tard
24. Permis de séjour
25. Le maître et l'élève
26. La chance au tournant
27. Le corbeau, la belette et le petit lapin
28. Gueule de bois, gueule d'amour
29. Passion
30. La chasse au bonheur
31. Troublants aveux
32. Le cœur entre deux êtres
33. Deux petits chaussons
34. L'amour en jeu
35. Quitte ou double

Cette série a également révélé Benoît Solès, qui interprète le rôle du "méchant" Christian, personnage atypique et subversif.